# ブラザー4チャンネル
ブラザー4チャンネル（brother4 channel）は日本のYouTubeチャンネル。
4兄弟の日常にフォーカスした動画を配信している。動画のコンセプトは「仲良し兄弟」。ドッキリ動画が多数投稿されており、家族や家族を支えるスタッフとの関係の良さがうかがえる。また、「笑顔」と題したオリジナルミュージックもリリースしている。
2025年1月〜4月まで活動を休止していたが、現在は再開している。

## メンバー
主な出演者は、いっくん・だいちゃん・あっくん・なーたん（4兄弟）・ジャーキー（カメラマン）・まい（4兄弟の母）・健一(4兄弟の父)・ゆりりん（カメラマン）。
| 名前       | 生年月日              | 備考 |
| ---------- | --------------------- | --- |
| いっくん   | 2002年6月24日（23歳） | ・4兄弟の長男。 ・本名は生馬（いくま） ・弟3人とは異父兄弟となる。動画内で声優志望であることを明かしているが、2023年当時職業はビアガーデン。現在は動画に出演していないたる。                                                                                     |
| だいちゃん | 2009年8月2日（16歳）  | ・4兄弟の次男 ・本名は大智（だいち） ・学校に登校できていないことを明かしている。 |
| あっくん   | 2012年3月4日（13歳）  | ・4兄弟の三男。 ・本名は暁希（あつき） |
| なーたん   | 2014年7月8日（11歳）  | ・4兄弟の末っ子。 ・本名は七斗（ななと） ・末っ子ということもあり負けず嫌いだが、4兄弟の中では最も知的好奇心が強い。 |
| ジャーキー |                       | ・カメラマン担当 ・まいとはバイト先で知り合った。サラリーマンを辞めてカメラマンに転身。2020年10月から登場するようになった。 ・埼玉県川口市出身。元芸人で芸名はドングリーノ。 ・動画内ではボケ担当として毎動画に出演している。 ・結婚済みで、子供がいるかは不明。 |
| まい       |                       | ・4兄弟の母。 ・埼玉県出身。 ・好物はチョコ。 ・動画内で長男を一人で育てていた時期があることを明かしている。 ・brother4 ママblog チャンネルも運営している。 ・Maicat（マイキャット）合同会社代表。                                                               |
| 健一       |                       | ・4兄弟の父 ・秋田県に単身赴任中。 |
| ゆりりん   |                       | ・カメラマン担当 ゆりりん、ジャーキー、まいと同様バイトで出会ったことが繋がり。結婚済みで2人の子供がいる。 |

## 概要
2015年からYouTube活動を始め、チャンネル登録者数は60万人を超えている。主に4兄弟と母親、カメラマンのジャーキーが出演し、4兄弟の日常にフォーカスした動画を投稿している。2024年夏までは週4投稿を継続していたが、現在は週1投稿となっている。一方、ショート動画は毎日2本ずつ投稿している。
母親とカメラマンの2人は合同会社を設立し、4兄弟のYouTube活動をサポートしている。「仲良し兄弟」を動画のコンセプトとしており、動画からは仲睦まじい様子が伝わってくる。

## 年表
2015年
・1月29日　初投稿。動画タイトルは、仲良し兄弟の日常実況【３Ｄマリオチョコの商品紹介編】。
2019年
・4月5日　オリジナルミュージック「笑顔」のmvを投稿。
2020年
・10月　ジャーキー初登場。
2024年
・8月　チャンネル登録者数60万人突破。
2025年
・1月　brother4 channel 活動休止。
・5月   brother4 channel 活動再開/ななと、あつきメインで再開。